# NGC 1064
NGC 1064 је спирална галаксија у сазвежђу Кит која се налази на NGC листи објеката дубоког неба.
Деклинација објекта је - 9° 21' 46" а ректасцензија 2h 42m 23,3s. Привидна величина (магнитуда) објекта NGC 1064 износи 14,3 а фотографска магнитуда 15,0. NGC 1064 је још познат и под ознакама MCG -2-7-71, PGC 10249.